# یواس‌اس کونورس (دی‌دی-۵۰۹)
یواس‌اس کونورس (دی‌دی-۵۰۹) (به انگلیسی: USS Converse (DD-509)) یک کشتی بود که طول آن ۱۱۴٫۷ متر (۳۷۶ فوت) بود. این کشتی در سال ۱۹۴۲ ساخته شد.